# Natalja Bratuhhina
Natalja Bratuhhina (ur. 7 grudnia 1987 w Narwie) – estońska siatkarka grająca na pozycji przyjmującej. Aktualnie jest siatkarką francuskiego Terville Florange Olympique Club. Oprócz występów w hali na pozycji przyjmującej, gra także w siatkówkę plażową. Ma siostrę Polinę.